# NGC 1127
NGC 1127 is een balkspiraalstelsel in het sterrenbeeld Ram. Het hemelobject werd op 2 december 1863 ontdekt door de Duitse astronoom Albert Marth.

## Synoniemen
- PGC 10889
- UGC 2356
- MCG 2-8-24
- ZWG 440.24
- NPM1G +13.0111